# Itzehoer Versicherungen
Die Itzehoer Versicherung/Brandgilde von 1691 VVaG ist ein Versicherungsverein auf Gegenseitigkeit im privaten, gewerblichen und landwirtschaftlichen Bereich mit Hauptsitz in Itzehoe.

## Geschichte
Am 10. November 1906 fanden sich 47 Männer im Kieler Hotel „Germania“ ein, um die Gründung eines neuen Vereins zu verhandeln. Einige Grundgedanken und Forderungen der Gründungsväter Otto Schwenck und Johannes Wieckhorst, des ersten Vorsitzenden und Mitbegründers des Vereins, waren:
1. „Die Versicherung erstrecke sich in weitestgehender Weise auf alle Haftpflichtfälle, welche den Landwirt als solchen treffen können.“
2. „Sie bezieht sich auf Personen- und Sachbeschädigungen mit einer Versicherungsgrenze von bis zu 50.000,- Mark, und mit der Beschränkung, dass von dem Verein nur 90 % der Schadensumme vergütet würden.“
3. „Zur Deckung der Schäden und Ausgaben des Vereins werde eine Umlage erhoben.“
4. „Der Anschluss an den Provinzialverband sichere den Vereinen den Rückhalt an die Landwirtschaftskammer.“
5. „Schließlich solle jeder Verein einen Schaden über 5.000,- Mark der Landwirtschaftskammer zur Regelung übergeben.“

Der Gründungsfond bestand aus barer Einzahlung von 10.000,- Goldmark und fünf Wechseln über je 3.000,- Mark. Dieser konnte bereits nach wenigen Jahren aufgrund guter Geschäftsergebnisse an die Sponsoren zurückgezahlt werden. Der so gegründete Landwirtschaftliche Haftpflichtversicherungsverein nahm am ersten März des Jahres 1907 seinen Geschäftsbetrieb mit der Geschäftsstelle Elskop auf und hatte bereits bei Gründung 10.138 Mitglieder; am Ende des Jahres 1907 war der Verein schon auf 16.368 Mitglieder angewachsen. Im Jahre 1910 wurde die Hauptgeschäftsstelle aus dem Marschendorf Elskop in die Carlstraße nach Itzehoe verlegt.
1930, auf dem Höhepunkt der Weltwirtschaftskrise und der allgemeinen Not wagte der Haftpflichtversicherungsverein den Schritt zum Kfz-Haftpflichtversicherer, der heute größten Sparte der Itzehoer Versicherungen. Im Jahr 1939 war die Zahl der versicherten Kraftfahrzeuge (meist PKW) bereits auf 4.000 angestiegen.
Die Zahl der Mitglieder stieg nach 1945 von 32.603 nur langsam bis 1950 auf 33.600 an. Von 1951, besonders durch die Zunahme der in der Landwirtschaft benutzten Kraftfahrzeuge und den Eingang von Jagdhaftpflichtversicherungen stieg die Mitgliederanzahl bis 1955 schnell auf über 44.000 Mitglieder. Mit zunehmender Motorisierung wurde mit der Aufnahme der Kaskoversicherung erstmals Versicherungsschutz jenseits des Schutzes von Ansprüchen Dritter gegenüber dem Mitglied angeboten, das Kfz-Versicherungsangebot ergänzt und mit der Aufnahme der Insassenunfallversicherung 1971 komplettiert.
1960 waren zum letzten Mal mehr Schlepper als Personenwagen versichert, danach überwogen zunehmend die Personenwagen. Dies symbolisiert den Wandel vom reinen landwirtschaftlichen Versicherer zum Versicherer für Privatkunden. Um der reibungslosen Verwaltung des wachsenden Vertragsbestandes und damit auch der wachsenden Mitarbeiteranzahl gerecht zu werden, wurde 1970 nach eineinhalbjähriger Bauzeit die jetzige Konzernzentrale in Itzehoe am Itzehoer Platz bezogen.
1978 folgte die Aufnahme von Sachversicherungen; in der ersten Hälfte der achtziger Jahre geprägt durch moderates Wachstum. In diesen Jahren wandelte sich der Verein vom Haftpflicht- und Kraftfahrtversicherer zu einem Kompositversicherer, der dem Kunden alle Finanz- und Versicherungsprodukte anbietet. Ab 1979 betrieb der Verein die Allgemeine Unfallversicherung; durch den steigenden Bedarf nach privater Altersvorsorge wurde 1983 die Gründung der Itzehoer Lebensversicherungs-AG beschlossen. 1984 wurden die ersten Lebensversicherungen aufgenommen. Erstmals bot die Itzehoer nicht nur im Verein, sondern über eine Tochter Versicherungsschutz an. Der Grund hierfür liegt in der in Deutschland vorgeschriebenen Spartentrennung.
Ab 1986 wurde mit der Vermittlung von Krankenversicherungen begonnen; 1988 die Gründung der Finanz- und Versicherungsvermittlungs GmbH (später IHM Itzehoer HanseMerkur Finanz- und Versicherungsvermittlungs GmbH) und 1995 die Gründung der Itzehoer Rechtsschutz-Schadenservice GmbH und Aufnahme von Rechtsschutzversicherungen vorgenommen.
1996 erfolgte der Zusammenschluss mit der bis dato zweitältesten Brandgilde Deutschlands, der Schleswig-Holsteinischen Brandgilde von 1691 a. G. zur Itzehoer Versicherung/Brandgilde von 1691 Versicherungsverein auf Gegenseitigkeit. Ein im Rahmen der Fusion gegründeter Beirat hat die Funktion, der Entfremdung von Interessen der Mitglieder – insbesondere der aus der Geschichte der Brandgilde entstandenen – entgegenzuwirken. Um den Vertrieb der Versicherungsprodukte auch bundesweit anbieten zu können, wurde 1997 der Maklervertrieb über die Grenzen Schleswig-Holsteins hinaus aufgebaut. Seit dem Jahr 2000 besteht der Maklervertrieb als eigenständige Direktion unter dem Dach der Itzehoer.
2004 erfolgte die Gründung der Deutschen Pensionskasse (DPK) zusammen mit der Continentale, HanseMerkur Versicherungsgruppe, INTER Versicherungen sowie die Sach- und Haftpflichtversicherung des Bäckerhandwerks VVaG (SHB), welche im Rahmen der betrieblichen Altersversorgung (bAV) mit Alters-, Hinterbliebenen- und Invaliditätsschutz alle Versorgungsrisiken abdeckt.
2011 erwarben die Itzehoer Versicherungen den Kölner Direktversicherer AdmiralDirekt.de, die deutsche Niederlassung des britischen Versicherers Admiral Group plc. Die 100-prozentige Direktvertriebstochter hat sich auf Kfz-Versicherungen für private Pkw spezialisiert. Die AdmiralDirekt.de GmbH wies schon bei der Übernahme einen Kundenbestand von ca. 33.000 Policen und eine Schadenquote von 80 Prozent für das Geschäftsjahr 2010 aus. Im Juni 2012 wies die AdmiralDirekt.de GmbH einen Versicherungsbestand von über 100.000 Policen auf.
Im Mai 2015 eröffnete die Itzehoer ein neues Konferenzzentrum. Für 6,7 Millionen Euro entstanden in dem Anbau der Hauptverwaltung außerdem ein Rechenzentrum und Büros: Insgesamt 1180 Quadratmetern Nutzfläche auf drei Geschossen. 2017 wurde ein konzerneigene 3000 Quadratmeter-Neubau im Airport Business Park in Köln-Gremberghoven für die 150 Mitarbeiterinnen und Mitarbeiter der Kölner Direktvertriebstochter AdmiralDirekt.de eröffnet.
Im Jahr 2018 übernahm der Konzern die Rechtsschutzsparte der ALTE LEIPZIGER und wurde dadurch mit einem Gesamtbestand von 360.000 Rechtsschutzverträgen zu einem der Top-20-Rechtsschutzversicherer in Deutschland mit einem Standort in München. Laut Angaben der Versicherung hatte sie im zum Stichtag 31. Dezember 2018 mehr als eine Million Kunden und über 800 Mitarbeiter. Die Bilanzsumme betrug 1,75 Milliarden Euro.
2019 übersprang das Unternehmen die Hürde von einer halben Milliarde Euro Beitragsvolumen, das bis zum 31. Dezember 2021 auf 642,9 Millionen Euro ausgebaut wurde. Die Bilanzsumme betrug zum selben Datum 1.993 Millionen Euro.
Anfang Juni 2022 ist auf dem Gelände der Hauptverwaltung nach zweijähriger Bauzeit der sechsgeschossige Anbau eingeweiht worden. Auf 7.000 Quadratmetern bietet er Raum für bis zu 200 Arbeitsplätze, die Baukosten betrugen rund 28 Millionen Euro.

## Unternehmensstruktur
Die Itzehoer Versicherungen sind ein Versicherungsverein auf Gegenseitigkeit (VVaG). Das bedeutet, dass die Versicherten zugleich Vereinsmitglieder sind.
Die Tochtergesellschaften der Itzehoer haben die Rechtsform einer GmbH oder einer AG und befinden sich zu 100 Prozent in Itzehoer Besitz. Ausnahme ist die IHM.
Das Unternehmen wird durch vier Vertriebswege vertreten: Im norddeutschen Raum durch Vertrauensleute, bundesweit durch Maklerinnen und Makler sowie Mehrfachagentinnen und -agenten, im Online-Vertrieb in den Bereichen Kfz und Rechtsschutz über die Unternehmenstochter AdmiralDirekt.de am Standort Köln sowie über Kooperationsvertrieb.
Wichtigste Gremien des Unternehmens sind die Aufsichtsräte und der Vorstand.

## Konzerngruppe
Zur Konzerngruppe der Itzehoer Versicherungen gehören:
- Itzehoer Versicherung/Brandgilde von 1691 VvaG
- Itzehoer Lebensversicherungs AG
- Itzehoer Vertriebs- und Service GmbH
- Itzehoer Rechtsschutz Union Schadenservice GmbH
- IVI Informationsverarbeitungs GmbH
- Brandgilde Versicherungskontor GmbH Versicherungsmakler
- AdmiralDirekt.de GmbH
- IHM Itzehoer HanseMerkur Finanz- und Versicherungsvermittlungs GmbH (Beteiligung 51 Prozent)
- Itzehoer Zukunftsenergien GmbH (seit 2022)